# Pałac w Gierałtowie
Pałac w Gierałtowie – wybudowany w XVI w. w Gierałtowie.

## Położenie
Pałac położony był we wsi w Polsce, w województwie dolnośląskim, w powiecie bolesławieckim, w gminie Nowogrodziec.

## Historia
Pałac nie istnieje, rozebrany został w latach 60. XX wieku. Obiekt był częścią zespołu pałacowego, w skład którego wchodzi jeszcze park.